# Drepanogynis glaucichorda
Drepanogynis glaucichorda är en fjärilsart som beskrevs av Louis Beethoven Prout 1916. Drepanogynis glaucichorda ingår i släktet Drepanogynis och familjen mätare. Inga underarter finns listade i Catalogue of Life.